# Бела I
Бела I Угарски (мађ. I. (Bajnok/Bölény) Béla; р. 1016. -† 11. септембар 1063), био је угарски краљ, који је владао у периоду од 1060. до 1063. године. Бела потиче од млађе гране Арпадоваца и провео је седамнаест година у изгнанству, највероватније и највише у Пољској. У Угарску се вратио на захтев свог брата, краља Андраша I који му је доделио управу над трећином краљевства. Бела није хтео да прихвати наследно право на трон од Соломона, сина краља Андраша. Услед тога устао је против свог брата. Бела је успео да порази свога брата и домогне се престола али није успео да толико ојача своју власт да би његови синови постали директни наследници.

## Биографија
Бела је био други по реду син војводе Вазула, и рођак Стефана I, првог угарског краља. Мајка му је била Вазулова конкубина, ћерка члана Татоњ (Tátony) фамилије, који је и даље поштовао паганске обичаје свога народа..
Једини преостали син Стефана I, Емерик (Szent Imre) је 2. септембра 1031. погинуо у лову. Краљ Стефан је хтео да осигура позиције хришћанства у земљи и једини излаз је видео у именовању Петра Орсеола, сина своје сестре, за свог наследника. Војвода Вазул је сазнао за ову намеру краља, а знао је да га краљ неће именовати за наследника пошто је и даље поштовао паганске обичаје, па је узео учешће у завери против Стефана I. Завера није успела и војвода Вазул је заробљен, мучен и убијен, а његова три сина су отерана у изгнанство.

## Период изгнанства
После смрти свога оца, Бела, Андраш и Левенте су морали да напусте земљу. Прво су отишли у Бохемију а касније у Пољску, где је Бела и остао, док су његова браћа отишли у Кијев. У Пољској је Бела служио код краља Мјешка II и узео је учешћа у Мјешковом походу против паганских племена у Померанији. Током службе код пољског краља, Бела је израстао у успешног војног заповедника и оженио је краљеву ћерку. Бела се крстио пре венчања и његово крштено име је било Адалберт. После женидбе још извесно време је живео у Пољској чак и током изгнанства свог зета, пољског краља Казимира у време народног устанка.
Неки аутори тврде да је у току устанка Бела побегао у Бохемију где је помињан као рођак краља Стефана I, што је и записано у средњовековним хроникама, коме је Хенрик III поверио управу у делу Угарске који је он окупирао и одузео од краља Шамуела Абе, када у Угарској није прихваћено постављање Петра Орсеола за краља.

## Гроф од
После паганске буне, која је окончала владавину краља Петра I, Белин брат Андраш је засео на угарски престо. Његови односи са светом столицом су и даље остали затегнути, не само зато што је претходни краљ, Петра I, био савезник Хенрика III, већ што је Петар I био и њихов вазал. Краљ Андраш I је покушао овај сукоб да реши мирним путем, шак и да прихвати њихову условну врховну власт али Хенрик III је то одбио. Ово је натерало краља Андраша I да се припреми за нови рат и из тог разлога је позвао Белу да му се придружи и помогне са својим великим искуством у ратовању. Бела је ову понуду прихватио и придружио се свом брату.
Током 1048. године, Бела је од краља добио трећину краљевства као апанажу (Tercia pars Regni). Два брата су делила новодобијена права без неког инцидента све док краљ Андраш I није добио наследника, сина, Соломона. Да би осигурао владавину свог сина краљ Андраш је крунисао Соломона (rex iunior) 1057. После обављене церемоније крунисања Бела је напустио двор и земљу у знак неслагања са овим поступком
Према легенди, две године касније краљ Андраш је позвао Белу назад на двор и ставио испред њега, да бира, круну и мач. Знајући да ако изабере круну да би то могло значити и питање живота и смрти Бела је изабрао мач. После овога Бела се вратио у Пољску, где је био прихваћен на двору краља Болеслава II.

## Бела I, краљ Угарске
У току 1060. године, Бела се вратио за Угарску и поразио је свог брата, краља Андраша I, да би потом преузео трон 6. децембра 1060. године. Током своје краткотрајне владавине краљ Бела I је имао удела у сузбијању паганске револуције у краљевству.
Мађарске хронике такође бележе да је краљ Бела I увео нову новчану јединицу, сребрни динар (Dénár) и да је био веома милосрдан према својим пораженим противницима и симпатизерима свога нећака Соломона, директног конкурента на престо.
Бела је погинуо несрећним случајем, када се надстрешница његовог престола срушила на њега. после Белине смрти, Хенрик IV је помогао да се Соломон постави за краља.

## Породично стабло
|  |           |  |  |  |  |  |  |  |  |  |  |  |  |  |  |  |
|  | 2. Вазул  |  |  |  |  |  |  |  |  |  |  |  |  |  |  |  |
|  |           |  |  |  |  |  |  |  |  |  |  |  |  |  |  |  |
|  |           |  |  |  |  |  |  |  |  |  |  |  |  |  |  |  |
|  | 1. Бела I |  |  |  |  |  |  |  |  |  |  |  |  |  |  |  |
|  |           |  |  |  |  |  |  |  |  |  |  |  |  |  |  |  |
|  |           |  |  |  |  |  |  |  |  |  |  |  |  |  |  |  |
|  | 3.        |  |  |  |  |  |  |  |  |  |  |  |  |  |  |  |
|  |           |  |  |  |  |  |  |  |  |  |  |  |  |  |  |  |
|  |           |  |  |  |  |  |  |  |  |  |  |  |  |  |  |  |

## Женидба и деца
# 1039 — 1043: непозната (умрла после 1052), ћерка пољског краља Мјешка II, краљице Ричезе
- Краљ Геза I, (р. 1044[8] - 25. април 1077)
- Краљ Ладислав I (р. 1048. - 29. јул 1095)
- Гроф Ламперт, (после 1050. - 1095)
- Софија, (после 1050. - 18. јун 1095), прво жена Улриха I и после жена саксонског грофа Магнуса I
- Еуфемија од Угарске, (после 1050. - 2. април 1111), супруга моравског принца Ота I
- Јелена (Илона), (после 1050—1091), супруга Дмитра Звонимира
- Непозната, (после 1050. - пре 1132), супруга Ламперта Хонт-Пазмања